# Polyanthea

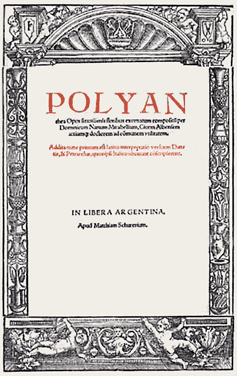
Ausgabe der Polyanthea, Details unbekannt

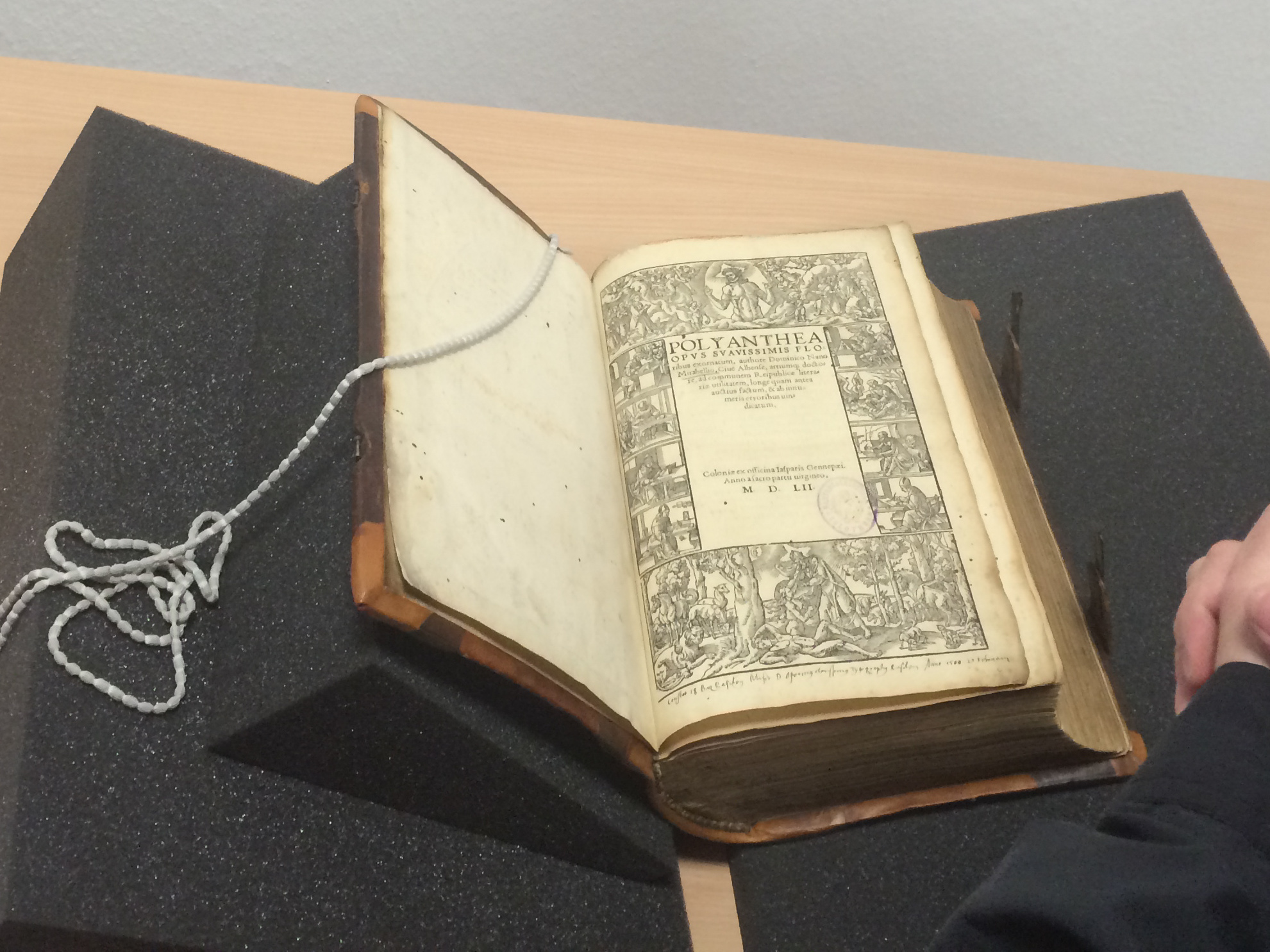
Polyanthea in der Zentralbibliothek Solothurn

Die Polyanthea, hoc est, opvs svavissimis floribvs celebriorvm sententiarvm, tam Graecarvm qvam Latinarvm, exornatvm wurde 1503 [1512?] verfasst von Dominicus Nanus Mirabellius (auch Nannus, Domenico Nani [Nanni] Mirabelli[ni], Nano Mirabello u. v. m., s. Weblink), aus Alba (Piemont) stammender Archipresbyter am Domkapitel zu Savona, Dichter und Arzt. 
Gemäß dem Untertitel seines Werkes, „die süßesten Blüten aus berühmten griechischen und lateinischen Aussagen bearbeitet“ zu haben, bringt Mirabellius in alphabetischer Ordnung Zitate, Definitionen, Etymologien aus der Bibel, den Klassikern, Kirchenvätern, italienischen Dichtern und Humanisten wie Dante, Petrarca, Baptista Mantuanus, Poggio und mehr. Griechische Autoren übersetzt er und zitiert sie gleichzeitig im Original. Sein Werk wurde mehrfach neu aufgelegt.

## Neubearbeitungen
- Polyan//thea / Opus suauissimis floribus exornatum compositu[m] per// Dominicum Nanum Mirabellium, Ciuem Albensem// artiumq[ue] doctorem ad co[m]munem vtilitatem.// Addita nunc primum est latina interpretatio versuum Dan-//tis, & Petrarchae, quos ipsi Italico idiomate co[n]scripserunt . -Wien : Alantsee, 1517. Digitalisierte Ausgabe der Universitäts- und Landesbibliothek Düsseldorf

- Josephus Langius (Joseph Lang oder Lange): Polyanthea nova, hoc est, opus suavissimis floribus celebriorum sententiarum tam græcarum quam latinarum refertum: Quod ex innumeris fere cum factis tum profanis autoribus ... summa fide olim collegere. Editio altera. Frankfurt am Main, M. Becker für L. Zetzner (Zetznerus), 1607; ein alphabetisch gegliedertes Werk mit Stichworten aus dem biblischen und klassischen Altertum und der mittelalterlichen Geschichte, das auf Mirabellius’ Polyanthea basiert, ein sehr früher Vorläufer späterer Konversationslexika.

- Spätere Ausgabe beispielsweise unter Nannus Mirabellius, D. (u. a.). Florilegii magni seu Polyantheae floribus novissimis sparsae, libri XX. Iam olim à Dominico Nano Mirabello, Bartholomaeo Amantio, Francisco Tortio, ex autoribus cum sacris, tum profanis, vestustioribus & recentioribus, collectum. Studio dehinc & opera Josephi Langii meliore ordine dispositum ... locupletatum atque perillustratum. Editio titulis novissimis aucta ... Fr. Sylvii Insulani industria & labore. Holzschnitt-Druckermarke auf dem Titel. Genf, Jakob Stör, 1639.